# Ар-Рахим (мечеть)
Соборная мечеть «Ар-Рахим» (баш. Әр-Рәхим мәсете) — строящаяся мечеть в столице Башкортостана городе Уфе, на пересечении проспекта Салавата Юлаева и Коммунистической улицы. Мечеть заложена в честь 450-летия вхождения Башкирии в состав России. Ожидалось, что на момент завершения строительства станет крупнейшей мечетью России и всей Европы, однако этого не произошло. Из-за проблем с финансированием дата открытия постоянно отодвигается, начиная с 2015 года.

## Строительство
На протяжении нескольких лет мусульманские деятели Башкортостана обращались в правительство республики с просьбой помочь в строительстве в Уфе ещё одной мечети, поскольку две главные мечети региона — Первая соборная и «Ляля-Тюльпан» в дни больших мусульманских праздников уже не вмещали всех желающих принять участие в коллективных молитвах, и мусульманам приходится совершать намаз на улице. Духовному управлению мусульман был выделен земельный участок в центре столицы, определён генеральный подрядчик. Строительная фирма кроме своих непосредственных обязанностей, осуществляла и сбор пожертвований на возведение мечети. Первый камень в основание нового исламского храма был заложен осенью 2007 года. Проект культового сооружения создан проектным институтом «Башкиргражданпроект» совместно с УГНТУ, застройщик — «Алтын-Курай».
По заявлениям генерального подрядчика на строительство объекта не будут затрачиваться бюджетные средства — все работы финансируются за счёт пожертвований физических и юридических лиц. Строительством мечети занимаются местные уфимские предприятия, участвовавшие в возведении других юбилейных объектов — Конгресс-холла, Ледового дворца «Уфа-Арена» и ипподрома «Акбузат».
В 2009 году строительство было приостановлено в связи с хищением денежных средств.
В июле 2012 года на заседании по проблемам строительства мечети был создан специальный фонд, контролирующий возведение постройки.
В апреле 2013 года, после нескольких лет перерыва, ответственность за завершение строительных работ взял на себя благотворительный фонд «Урал». Ранее фонд «Урал» пытался взять на себя финансирование возведения мечети, однако со слов главы фонда Муртазы Рахимова, предложение было проигнорировано:

Мы предложили взять на себя финансирование строительства Соборной мечети, высказав лишь одно пожелание: никаких посредников, деньги даём только напрямую и ведём строгий контроль за их расходованием. Наше предложение проигнорировали, стройка так и стоит.
— Из интервью Муртазы Рахимова
Полная сметная стоимость работ составила около 3 млрд рублей, с учётом благоустройства территории — 5 миллиардов рублей. В 2013 году было выделено 200 миллионов, в 2014—800 миллионов, в 2015 — 1,2 миллиарда рублей. На возведение не были затрачены бюджетные средства. Содержание культового объекта в бюджет города или республики также не входит — мечеть будет находиться на самоокупаемости за счёт коммерческих объектов, расположенных в новом квартале поблизости.
Для будущей мечети была приготовлена реликвия — волосок из бороды пророка Мухаммада, один из двух, хранящихся в Центральном духовном управлении мусульман России.
В июле 2014 года, в месяц Рамадан, над главным куполом был смонтирован полумесяц, в ноябре завершена его отделка.
В июле 2015 года велись внутренние работы и работы по периферии. Смонтирована газовая котельная, вентиляционное оборудование, ведётся отделка вентиляционных шахт, оштукатурены и подготовлены под чистовую отделку стены, осуществляется монтаж электроразводки.
В апреле 2016 году на Пленуме Духовного управления мусульман региона было решено назвать соборную мечеть на проспекте Салавата Юлаева третьим по счёту именем Аллаха — Ар-Рахим (الرحيم). Это имя означает «Милосердный, Благотворительный».
Среди предложенных вариантов названия было «Султан Мухаммед аль Муртаза» по одному из имён пророка Мухаммада ﷺ. Но в связи с тем, что подобное название в республике может быть воспринято неоднозначно (имя первого президента — Муртаза Рахимов), вариант был отклонён.
Открытие религиозного комплекса неоднократно сдвигалось по финансовым причинам и проблемами с подрядчиками. Одной из дат указывался 2015 год — к саммитам ШОС-БРИКС, затем было намечено на 2017 год — к столетию основания Духовного управления мусульман РБ. Следующей датой обозначили 2019 год, когда отмечалось 100-летие образования Башкортостана. Однако в 2020 году стало известно о новой дате — 2024 год.
13 марта 2023 года из-за порыва ветра упал купол одного из минаретов. Тогда из-за сильного ветра с одного из минаретов рухнул золочёный купол, так как купол был плохо закреплён. Власти республики обвинили строителей, и что произошедшее — результат халатности и недосмотра со стороны строителей. К счастью, при инциденте никто не пострадал.
Строительство соборной мечети возобновилось в день светлого для всех мусульман праздника Ураза-байрам 10 апреля 2024 г.

Этапы строительства
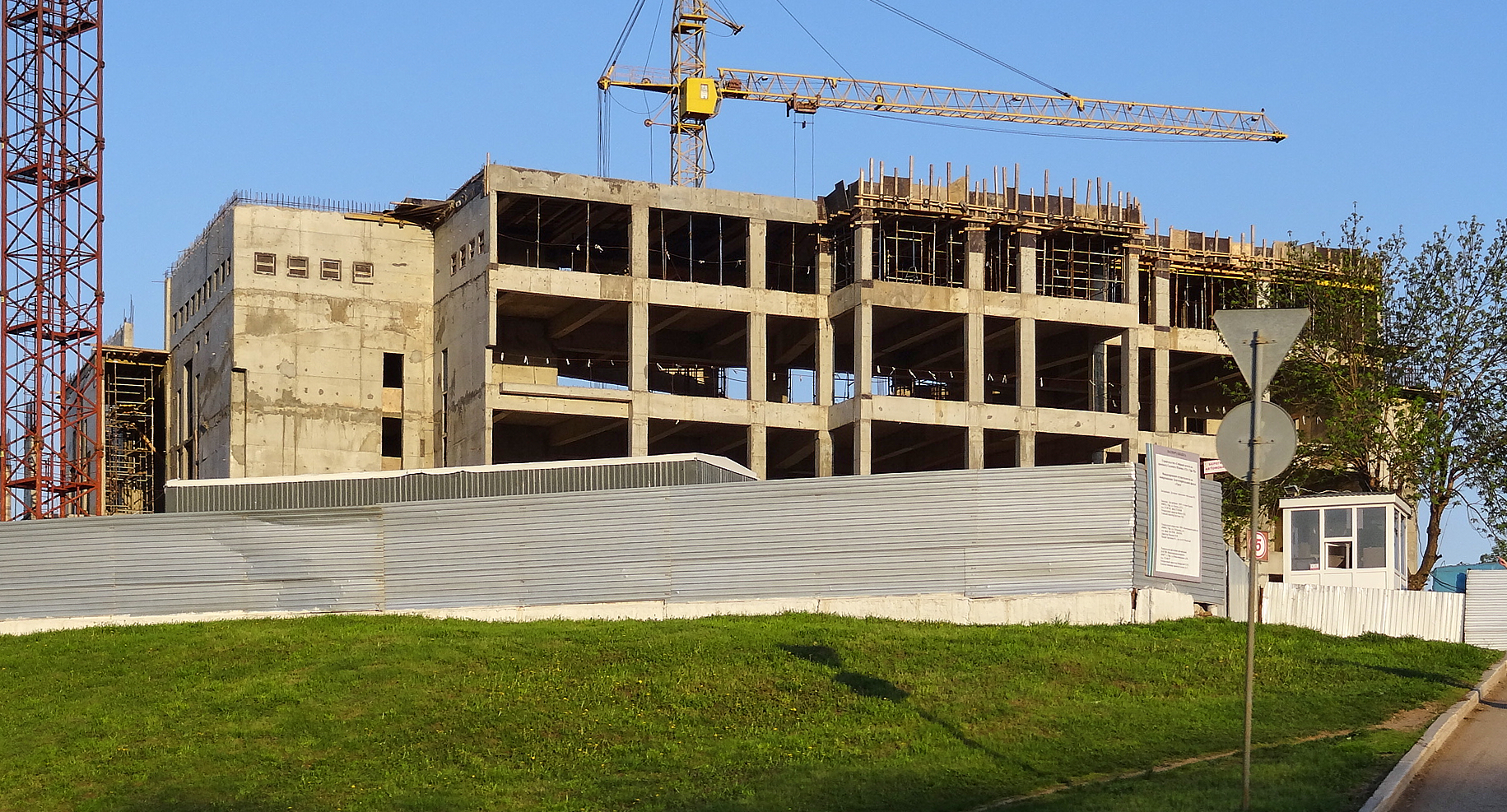
Май 2013
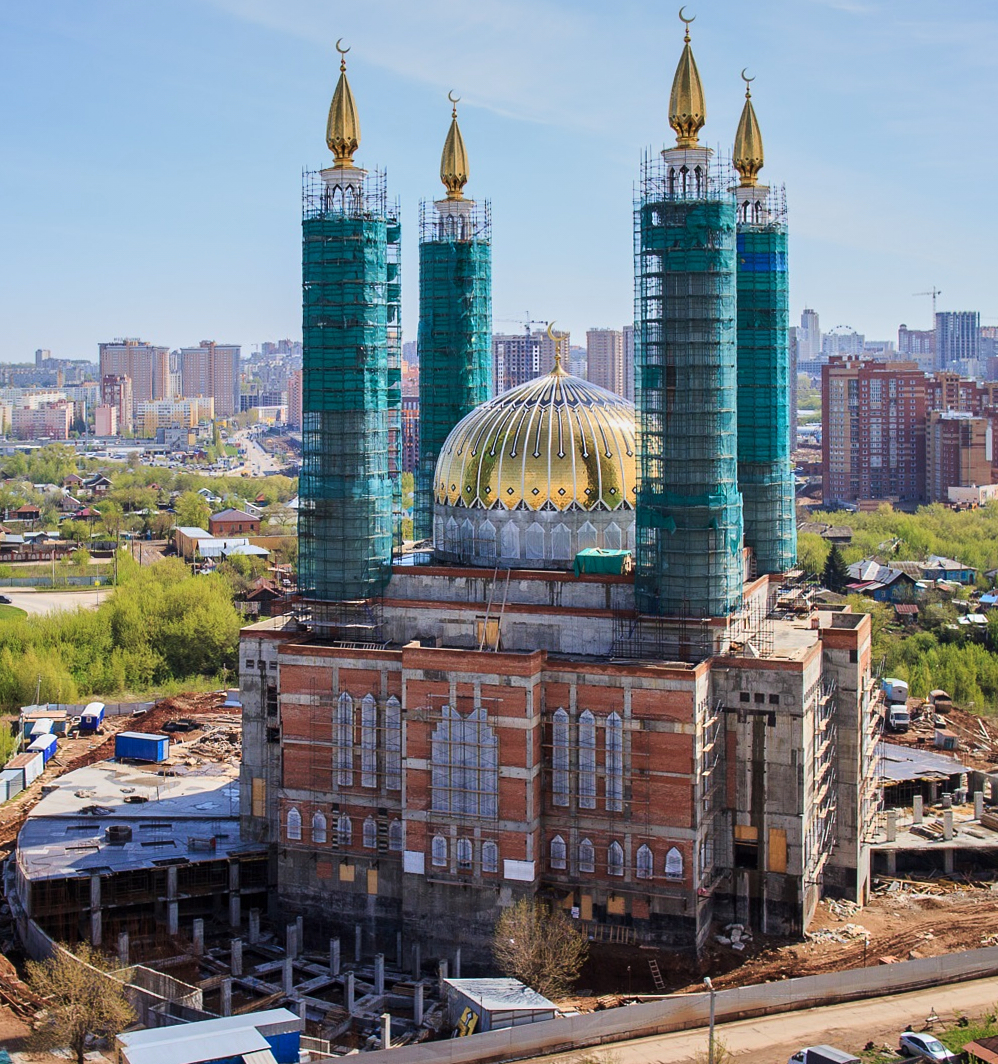
Май 2015
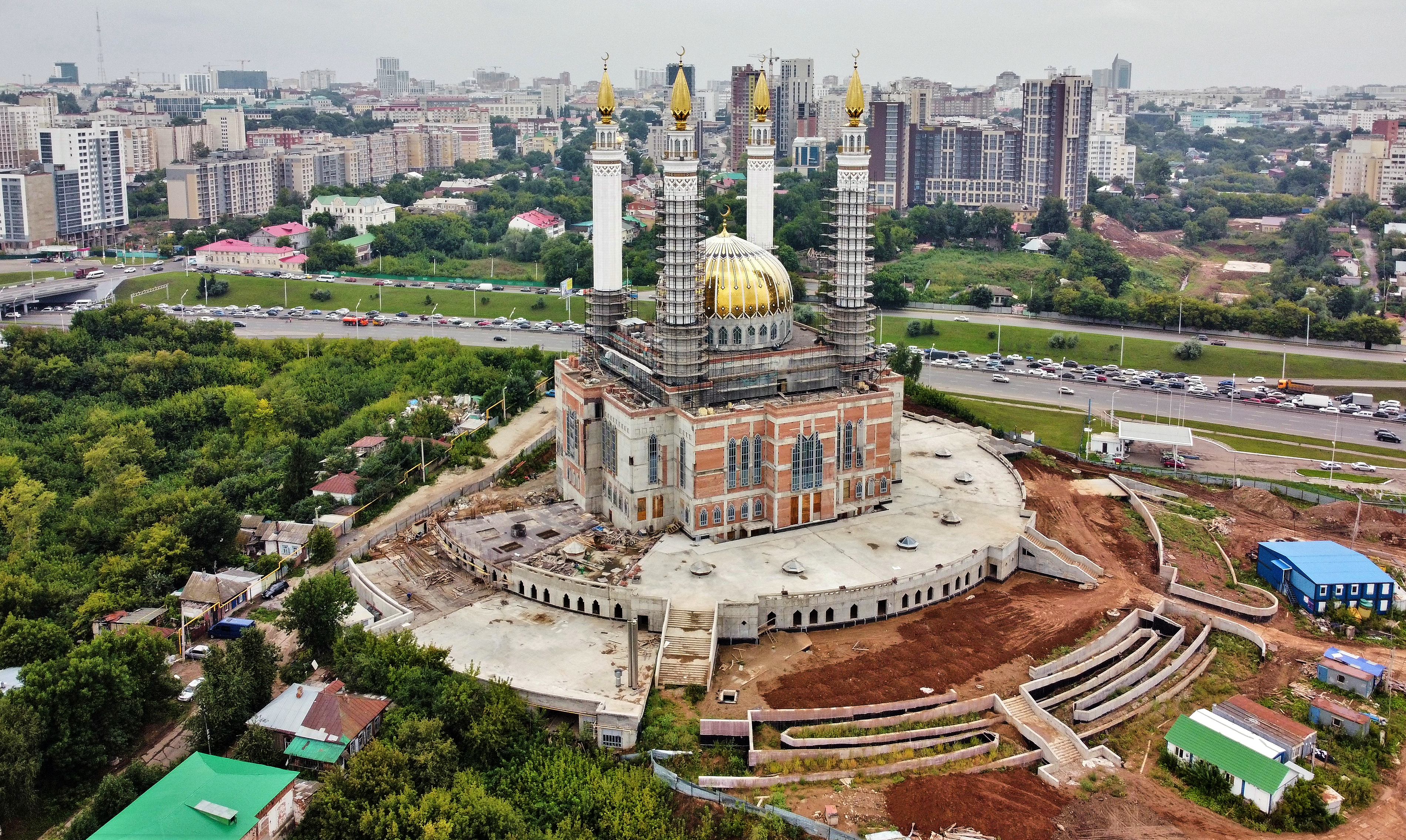
Август 2020
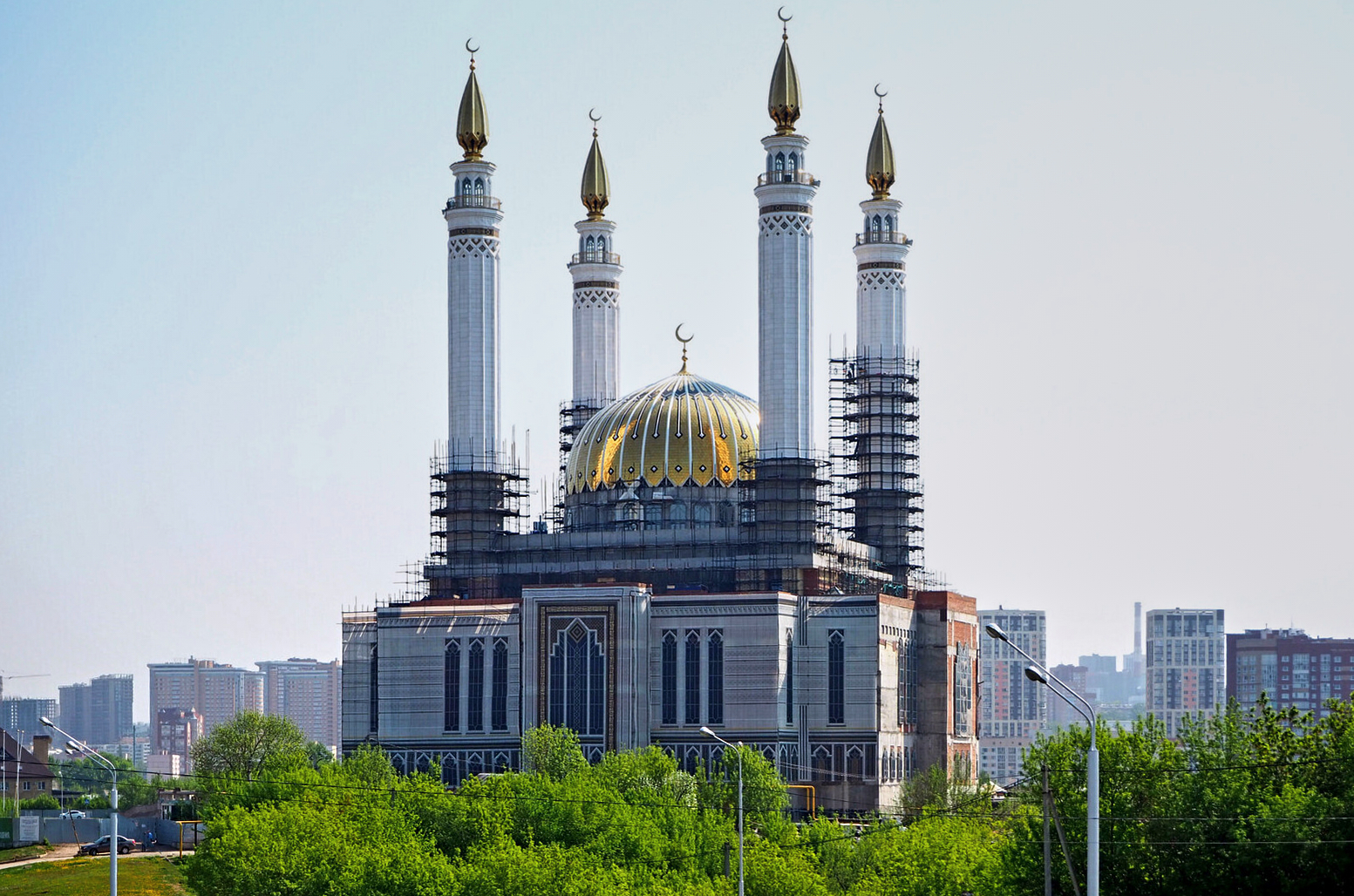
Август 2023

## Описание
Мечеть выполнена в классическом исламском стиле с использованием местных мотивов в оформлении. Здание спланировано виде огромного ханскогох шатра с позолоченным стеклянным куполом, имеющим текстуру пчелиных сот, минареты по задумке символизируют собой наконечники копий или стрел, в дизайне будут использованы элементы башкирского орнамента. Размеры мусульманского собора внушительны. Общая площадь здания около 12 500 квадратных метров, площадь всего комплекса — 14 000 м², отапливаемая площадь помещений — 25 000 м². Диаметр купола составляет 23 метра, его высота — 46, высота минаретов почти 77 метров. Мужской зал рассчитан на 1200 человек, женский — на 400. Во время крупных праздников предусмотрена возможность задействовать всё пространство: вестибюль, смотровые площадки. Таким образом, суммарная вместимость может достигать 5 тысяч прихожан.
Объект планируют оснастить системами кондиционирования и видеонаблюдения, а на прилегающей территории разобьют парк с фонтанами и местами для отдыха, предусмотрены также гостиница и подземная двухуровневая автостоянка. По плану прозрачный позолоченный купол должен выглядеть парящим между четырьмя минаретами внушительной высоты, увенчанных полумесяцами. Фасады здания будут украшены орнаментом и каллиграфическими надписями на арабском языке. Кроме молельного зала для совершения намазов, в здании разместятся помещения для муфтията, учебные классы, библиотека на 44000 томов, музей ислама, конференц-зал на 270 мест, халяльное кафе и другие помещения. Мечеть будет иметь автономную систему отопления, для этого поблизости разместят газовую двухэтажную котельную. Над проспектом Салавата Юлаева будет возведён ведущий к мечети вантовый мост протяжённостью 450 метров. Существуют планы по сносу близлежащих домов и расселению их жителей для возведения на примыкающем к мечети участке нового квартала, здания которого будут выполнены в светлых тонах, чтобы визуально слиться с белым мрамором мусульманского храма.
Купол облицован листами нержавеющий стали в форме пчелиных сот с напылением нитрида титана. Шестиугольники «медовых сот» крепятся друг к другу благодаря специальным загибам и накладываются на стеклопластиковую основу купола, стыковые швы которой изолируются путём проклеивания их битумно-полимерными полосами, что обеспечивает полную гидроизоляцию. Помимо прочего купол имеет систему подогрева для самоочистки от выпавшего снега и является огнеупорным — способен выдержать до 40 минут воздействия пламени. Изготовлен из материалов российского производства.
При создании как внутреннего, так и внешнего оформления будет применена только эксклюзивная ручная работа. Экстерьер украсит мозаика из золота и мрамора площадью 900 квадратных метров. Общая площадь декорированных поверхностей составит 9000 м². В работах будет использована башкирская яшма красного, зелёного и коричневого оттенков, а также знаменитый белый мрамор с греческого острова Тасос, именно там был мрамор нужной белизны. Всего в работах по оформлению примет участие 200 человек, срок выполнения — 3 года.
По завершении основной фазы строительства главным инженером фирмы-застройщика Владиславом Докучаевым было объявлено, что высота каждого из минаретов составляет 76,7 метра, что стало рекордной величиной на территории России. Всего мечеть оснастят девятью лифтами, два из которых будут расположены в минаретах, что позволит доставить людей на высоту 57 метров, где разместятся смотровые площадки. Также круговая смотровая площадка предусмотрена на высоте 23 метров, открывающая вид как на внутреннюю отделку, так и на город. Предусмотрена проектом и светская туристическая зона на высоте 17 метров. Здание спроектировано таким образом, что потоки туристов и молящихся не будут пересекаться. Минареты уфимской мечети, вопреки некоторым сообщениям, не являются крупнейшими в Европе — в селе Делимедже община Тутин в Сербии имеются минареты высотой 77,24 м, а высота двух минаретов Московской соборной мечети составляет 78 м (по другим данным — 72 м). Для сравнения, высочайший минарет мира у мечети Хасана II в Марокко достигает высоты 210 метров.
Ожидалось, что на момент открытия в 2015 году станет крупнейшей мечетью России и всей Европы, однако из-за проблем с достройкой её превзошла мечеть «Гордость мусульман» в Шали. Одна из крупнейших мировых мечетей «Дом побед» в Лондоне занимает площадь 21 тысячу квадратных метров против 12 тысяч у уфимской.

## Проблемы

### Хищение денежных средств
Примерно за два года с начала строительства на счета генерального подрядчика поступило от граждан и юридических лиц около 300 миллионов рублей. Как показала проверка, проведённая контрольно-счётной палатой Башкортостана, не все деньги пошли в дело. Около 70 млн рублей было расхищено. Следственное управление столичного УВД возбудило уголовное дело по части 4 статьи 160 УК РФ «Присвоение или растрата».
Строительство мечети было приостановлено. После обращения Управления мусульман РБ к президенту Муртазе Рахимову был создан попечительский совет. В результате землю закрепили за Духовным управлением мусульман, а расчётный счёт, на который ведётся сбор средств на строительство, также отвели под контроль ДУМ РБ.
Жители Уфы мечеть-долгострой прозвали «памятником башкирской коррупции».

### Фундамент
Местность, выбранная для строительства мечети, обладает весьма сложной геологией. Имеется ряд проблем, с которыми можно столкнуться при городской застройке, — карстовые пустоты, оползневые явления, обводнение грунтов. Несмотря на это, инженеры компании-застройщика считают, что все трудности прогнозируемы и никаких неожиданностей не предвидится.

### Ситуация вокруг фонда «Урал»
17 февраля 2015 года на сайте фонда «Урал» появилось сообщение о прекращении реализации благотворительных программ, в том числе строительства Соборной мечети в связи с решением Арбитражного суда о передаче средств фонда ОАО АФК «Система». Однако, ООО «Урал-Инвест» и АФК «Система» удалось заключить мировое соглашение, согласно которому 4,6 млрд рублей из 46,5 млрд рублей, переданных «Системе», будут возвращены в фонд «Урал» для реализации благотворительных проектов. Часть этой суммы будет потрачена на завершение строительства мечети. Вместе с тем Рустэм Хамитов заявил о готовности республиканских властей завершить объекты, начатые на средства благотворительного фонда. Однако обещания Хамитова осуществлены не были. Строительство мечети заморожено, а власть ссылается на отсутствие финансов.
В августе фонд «Урал» объявил о приостановке финансирования строительства. 6 сентября Рустэм Хамитов заявил, что власти Башкирии готовы поддержать строительство соборной мечети, если к ним поступит соответствующее обращение, однако месяц спустя фактически отказался от своих слов.
В декабре 2016 года арбитражный суд Башкирии принял решение о расторжении договора благотворительной помощи между фондом и муфтиятом, а также вменил Духовному управлению вернуть спонсору 56,8 млн рублей, потраченных нецелевым образом. В апреле 2017 года по иску фонда Муртазы Рахимова было арестовано имущество Духовного управления республики, что должно обеспечить исполнение решения арбитража о взыскании с ДУМ в пользу «Урала» 65 млн рублей. В мае 2017 года благотворительный фонд взыскал с муфтията ещё 1,7 млн рублей. Республиканские власти в конфликт между фондом и муфтиятом не вмешиваются.